# كيفن روبيو
كيفن روبيو (بالإنجليزية: Kevin Rubio)‏ هو مخرج أمريكي، ولد في 20 ديسمبر 1967.

## وصلات خارجية
- كيفن روبيو على موقع IMDb (الإنجليزية)
- كيفن روبيو على موقع ألو سيني (الفرنسية)
- كيفن روبيو على موقع أول موفي (الإنجليزية)
- كيفن روبيو على موقع قاعدة بيانات الفيلم (الإنجليزية)
- كيفن روبيو على موقع كينوبويسك (الروسية)